# I giorni più belli
I giorni più belli è un film del 1956 diretto da Mario Mattoli.